# 塞尔东
塞尔东（法語：Cerdon，法語發音：[sɛʁdɔ̃]）是法国卢瓦雷省的一个市镇，属奥尔良区。

## 地理
塞尔东（47°38'9"N, 2°21'40"E）面积67.07 平方千米，位于法国中央-卢瓦尔河谷大区卢瓦雷省，该省份为法国中北部省份，北起埃松省，西北接厄尔-卢瓦省，西南接卢瓦-谢尔省，南至涅夫勒省和谢尔省，东临约讷省，东北接塞纳-马恩省。
与塞尔东接壤的市镇（或旧市镇、城区）包括：索尔德河畔阿尔让、索尔德河畔布里农、克莱蒙、库隆、伊德、圣弗洛朗、维勒米尔兰。

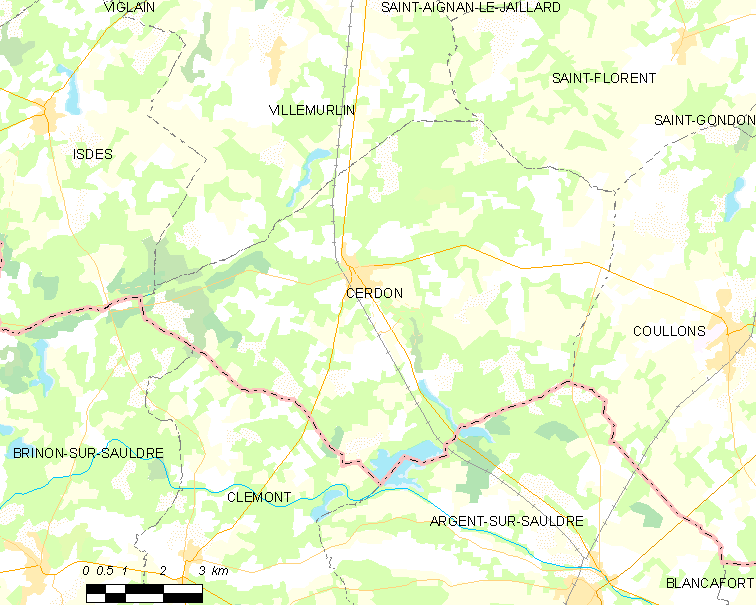
塞尔东的OSM定位图

塞尔东的时区为UTC+01:00、UTC+02:00（夏令时）。

## 行政
塞尔东的邮政编码为45620，INSEE市镇编码为45063。

## 政治
塞尔东所属的省级选区为卢瓦尔河畔叙利县。

## 人口

1962-2008年间塞尔东人口变化图示

塞尔东于2022年1月1日时的人口数量为895人。